# 凌云塔 (新会)
凌雲塔位於中國廣東省江門市新會區會城街道茶坑村。1979年被列為列入新會縣文物保護單位。
凌雲塔因建在熊子山上，又名熊子塔。熊字下面不是四點而是三點，是新會民間俗字，指三隻腳的水魚，傳說這種水魚有毒。在宋代時，熊子山是海中小島，後來因沙泥沖積形成平原，海中小島便成為了陸上小山。
淩雲塔建於明萬歷三十七年（1609年），新會知縣王命璿主持興建。
新會知縣周思稷認為新會文運未顯，其東南痺弱於法，而在東南巽位的山正是人文之應，便建議在山上起塔。其後周思稷任滿，下一任知縣王命璿就決定在熊子山興建淩雲塔。在三年後的壬子科(萬歷四十年，1612年)鄉試有十三人成為舉人，而來年的癸醜科(萬歷四十一年，1613年) 會試就有三人成為了進士。
塔為樓閣式磚塔，平面呈八角形，共七層，高48米。首層邊長4.14米，壁厚3.7米。階梯為壁內折上式。